# Daisuke Hidešima
Daisuke Hidešima (japonsky 秀島 大介), (* 7. prosince 1970 ve Fukuoce, Japonsko) je bývalý japonský zápasník – judista.

## Sportovní kariéra
Judu se věnoval na univerzitě Meidži v Čijodě. Od roku 1993 zaujal místo reprezentační jedničky v lehké váze po Tošihiko Kogovi. V roce 1996 však prohrál jako úřadující mistr světa nominaci na olympijské hry v Atlantě s krajanem Kenzo Nakamurou. Sportovní kariéru ukončil záhy kvůli vleklým zraněním.

### Vítězství
- 1992 - 1x světový pohár (Kano Cup)

### Výsledky
| Turnaj            | 1990       | 1991       | 1992       | 1993       | 1994       | 1995       |
| Turnaj            | 20         | 21         | 22         | 23         | 24         | 25         |
| Turnaj            | lehká váha | lehká váha | lehká váha | lehká váha | lehká váha | lehká váha |
| ----------------- | ---------- | ---------- | ---------- | ---------- | ---------- | ---------- |
| Mistrovství světa |            | —          |            | 3.         |            | 1.         |
| MS juniorů        | 3.         |            |            |            |            |            |